# Janez Žagar
Janez Žagar, slovenski pisatelj, pesnik, dramatik, založnik in urednik, * 1. oktober 1903, Pance, † 21. november 1972, Ljubljana.

## Življenjepis
Rodil se je v kmečki družini očetu Janezu st. in materi Mariji (rojena Habjan). Žagar je od leta 1915 do 1920 v Ljubljani obiskoval klasično gimnazijo in nato od leta 1923 do 1925 dramsko šolo pri O. Šestu. Spodbujal je ustanovitev Založbe Modra ptica in istoimenske revije (obe med 1929 do 1941), ki sta si kmalu pridobili velik ugled. Žagar je založbo vodil ves čas delovanja, pri reviji pa ga je 1938 občasno nadomeščal V. Bartol. V založbi se je izkazal kot prodoren podjetnik, obenem pa je odkrival nove domače in tuje književnike. Založbo je med obema vojnama razvil v eno najpomembnejših slovenskih založb. K sodelovanju je pritegnil najpomembnejše domače prevajalce tistega časa: V. Levstika, O. Župančiča S. Lebna in druge ter tudi domače pisce: V. Bartola, A. Gradnika, B. Voduška in druge. Okrog revije pa je zbral zlasti mlajše avtorje, tu so izšle skoraj vse novele V. Bartola.

## Literarno delo
Žagar se je uveljavil tudi s samostojnim literarnim delom, pisal je liriko, zunaj poklicnih gledališč pa sta bili uprizorjeni tudi dve njegovi drami Razdejanje (uprizorjena 1925) in Vrtinec (upr. 1929).